# Trigonisca
Trigonisca — род безжальных пчёл из трибы Meliponini семейства Apidae. Не используют жало при защите. Хотя жало у них сохранилось, но в сильно редуцированном виде. Основание базальной ячейки широкое. Гоностили рабочих с несколькими сетами в дополнение к мелким волоскам. Гаплоидный набор хромосом n=8. Первоначально таксон был выделен в качестве подрода в составе рода Hypotrigona (Trigonisca).

## Распространение
Неотропика: от Мексики до Бразилии.

## Классификация
Около 35 видов. Первоначально таксон был описан в качестве подрода в составе рода Hypotrigona Cockerell, 1934.
- Trigonisca atomaria (Cockerell, 1917)
- Trigonisca azteca Ayala, 1999
- Trigonisca bidentata Albuquerque & Camargo, 2007
- Trigonisca browni (Camargo & Pedro, 2005)
- Trigonisca buyssoni (Friese, 1902)
- Trigonisca ceophloei (Schwarz, 1938)
- Trigonisca chachapoya (Camargo & Pedro, 2005)
- Trigonisca clavicornis (Camargo & Pedro, 2005)
- Trigonisca discolor (Wille, 1965)
- Trigonisca dobzhanskyi (Moure, 1950)
- Trigonisca duckei (Friese, 1900)
- Trigonisca maya Ayala, 1999
- Trigonisca mixteca Ayala, 1999
- Trigonisca mendersoni (Camargo & Pedro, 2005)
- Trigonisca nataliae (Moure, 1950)
- Trigonisca pipioli Ayala, 1999
- Trigonisca townsendi (Cockerell, 1911)
- Другие виды